# متوکل
متوکل (نام کامل وی: أبو الفضل جعفر المتوکل علی‌الله بن المعتصم بن الرشید بن المهدی) خلیفه عباسی بود که در سال‌های ۸۴۷ تا ۸۶۱ میلادی در سامرا فرمان راند. متوکل پس از درگذشت برادرش واثق با کمک غلامان ترک بر تخت خلافت نشست و به دست آنان هم به قتل رسید.
او نخستین خلیفه عباسی بود که مذهب شافعی اختیار کرد؛ او همچنین در فقه و سنت مطالعه کرده بود. در زمان او طوفان سختی بر بغداد و بصره و کوفه و عراق وزید و چهارپایان و کشت و خواربارها از میان رفت و قحطی و خشکسالی فراگیر شد. در این دوره، بیزانسی‌ها نیز به قلمرو عباسی دست‌اندازی می‌کردند. آغاز خلافت متوکل همزمان با قدرت یافتن ترکان در حکومت بود. خود متوکل به دست شماری از ترکان درباری به قتل رسید.

## سیاست مذهبی

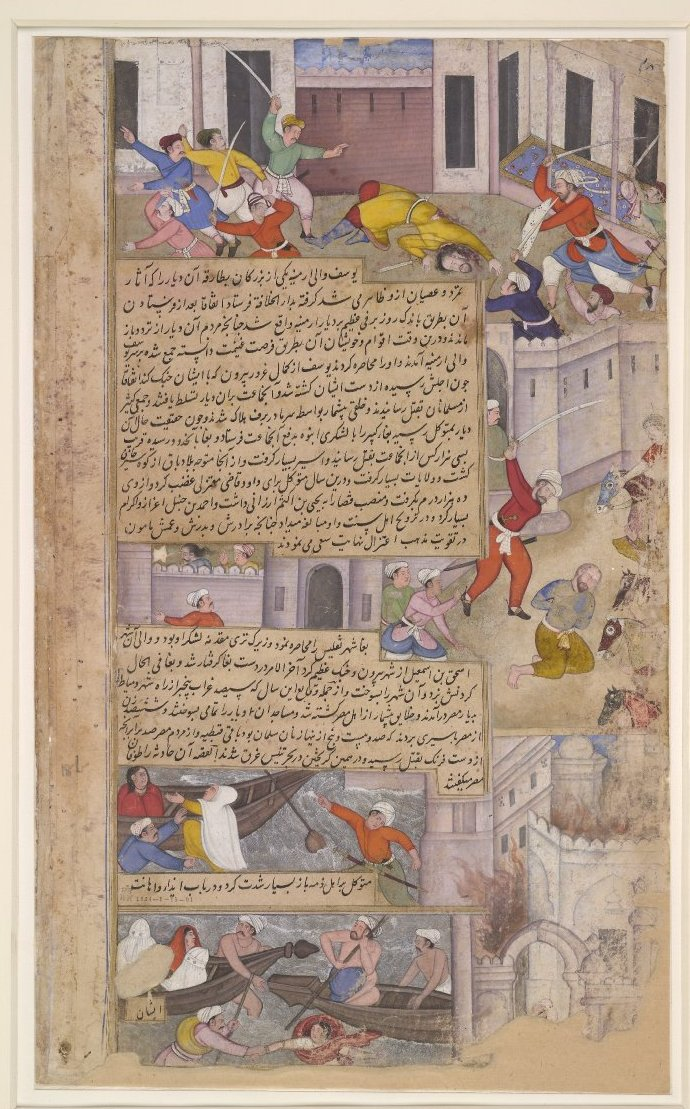
تصویری از نسخه خطی پراکنده تاریخ الفی که تخریب تاریخی قبر حسین در کربلا را به دستور خلیفه متوکل به تصویر می کشد. این رویداد که در لایه ها به تصویر کشیده شده است، یک قتل عام خشونت آمیز را به دنبال ویرانی اولیه به تصویر می کشد. تصویر توسط بخش های بزرگی از متن در سمت چپ قطع می شود. با گواش روی کاغذ نقاشی شده است.

برخلاف مأمون که سیاست مذهبی میانه‌روی داشت، متوکل به اهل حدیث نزدیک شد و آنان قدرت یافتند و به برخی از آنان اجازه داد، که روایات رؤیت خدا را نقل کنند. او حاکمان معتزلی را برکنار کرد، محنة خَلق قرآن را پایان داد، و احمد بن حنبل را، که نماد ایستادگی اهل حدیث بود، گرامی داشت. به همین دلیل حنبلیان او را «محیی السنه» (احیاکنندهٔ سنت) لقب دادند. او ناصبی بود و به علی بن ابی طالب بی‌احترامی می‌کرد و حرم حسین بن علی را ویران کرد.

## رویدادهای برجسته
- در سال ۲۳۴ ه‍.ق / ۸۴۸ م محمد بن بعیث در آذربایجان علیه حکومت وقت شورید، که شورش او را یکی از سرداران خلیفه سرکوب کرد.[۲]
- پایان‌دادن به محنة خَلق قرآن
- آزار و اذیت خاندان علی بن ابی طالب و نبش قبر شهدای کربلا
- تأسیس سلسله طاهریان در ایران
- قدرت یافتن غلامان ترک در دربار عباسیان و آغاز هرج و مرج در سامرا
- گسترش قلمرو ادریسیان در آفریقا